# الفارعة
الفارعة قرية من قرى وادي الصفراء، تقع غرب المدينة المنورة بمسافة حوالي 120 كيلومترا، وتتبع إداريا محافظة بدر والواقعة غرب منطقة المدينة المنورة في السعودية.

## التاريخ
أحد خيوف وادي الصفراء يقع بين العالية والبركة ولاتزال نخيله خضراء وباقية وأغلب سكانه لم يهاجروا.